# Arceuthobium globosum
Arceuthobium globosum är en sandelträdsväxtart. Arceuthobium globosum ingår i släktet Arceuthobium och familjen sandelträdsväxter.

## Underarter
Arten delas in i följande underarter:
- A. g. aureum
- A. g. globosum
- A. g. grandicaule
- A. g. petersonii